# Panzerbeobachtungswagen Panther
Panzerbeobachtungswagen Panther (Pz.Beob.Wg. Panther) — немецкая машина передовых артиллерийских наблюдателей на шасси танка «Пантера» периода Второй мировой войны. Создана фирмой «Рейнметалл» в 1942—1943 годах и предназначалась для замены машин аналогичного назначения на шасси более ранних танков. В июле—сентябре 1943 года один экземпляр линейного танка был переоборудован в Pz.Beob.Wg. Panther, однако в дальнейшем серийное производство машины так и не было развёрнуто, чтобы не снижать темпы производства «Пантер».

## Описание конструкции
Переделка линейной «Пантеры» в машину передовых артиллерийских наблюдателей, разработанная фирмами Rheinmetall и Anschutz. Экипаж состоял из 4 человек: командира, артиллерийского наблюдателя, радиста и механика-водителя.

### Броневой корпус и башня
Броневой корпус остался от линейной «Пантеры». Изменениям подверглась только башня танка

### Вооружение
Пушечное вооружение отсутствовало. Вместо ствола орудия был установлен деревянный макет. Из вооружения в башне остался только пулемет MG 34.

### Средства наблюдения и связи
Машина оснащалась дальномером, стереотрубой и другими многочисленными приборами наблюдения и в этом отношении представляла собой лучшую машину артиллерийских наблюдателей, сконструированную в ходе Второй Мировой войны.